# Karin Lithman
Karin Margareta Lithman, född Hård af Segerstad den 15 september 1976 i Brännkyrka församling i Stockholm, är en svensk skådespelare.

## Biografi
Karin Lithman är utbildad vid Teaterhögskolan i Malmö mellan 1998 och 2002. Därefter arbetade hon på Dramaten och medverkade där i Trettondagsafton och i Krinoliner, korsetter & möss i peruken. Hon har också jobbat på Regionteatern Blekinge Kronoberg och på Riksteatern. Karin debuterade på Malmö Stadsteater 2004 som Dorothy i Trollkarlen från Oz. Sedan dess har hon gjort en mängd roller i såväl tunga klassiker som moderna dramer och experimentell teater. Bland annat kan nämnas Julie i Fröken Julie, Nina i Måsen, Agnes i Ett drömspel och Caroline Mathilde i Livläkarens besök.
Lithman har synts i flera filmer, TV- och radioproduktioner. Bland de filmer hon medverkat i kan nämnas Allt om min buske, 10 000 timmar, Cockpit och Becker. Hon syns också i flera TV-serier som t ex Succéduon med Anders och Måns (SVT), Paragraf 9 (TV3), Talismanen (TV4), Barda (SVT Barnkanalen), Arne Dahl (TV4), Bron (SVT), Wallander (TV4) Greyzone (SVT), Önskans hjärta (SVT) och Beck (TV4). Hon har också hörts i flera av Radioteaterns produktioner, t ex i Laurenti tårar och i serien om Louise Rick.

## Filmografi
- 2001 – Man kan leda en oxe... (kortfilm)
- 2002 – Syrenernas tid (kortfilm)
- 2003 – Nils, Frans och Annika (kortfilm)
- 2003 – Paragraf 9 (TV-serie)
- 2007 – Allt om min buske
- 2009 – Wallander – Tjuven
- 2012 – Cockpit
- 2014 – 10 000 timmar
- 2017 – Becker - Kungen av Tingsryd
- 2024 – Düsseldorf, Skåne

## Teater

### Roller (ej komplett)
| År   | Roll                | Produktion                                                                                     | Regi                  | Teater                                       |
| ---- | ------------------- | ---------------------------------------------------------------------------------------------- | --------------------- | -------------------------------------------- |
| 2007 | Mette, Michaels fru | Festen Thomas Vinterberg, Mogens Rukov och Bo hr. Hansen                                       | Anders Lerner         | Malmö Dramatiska Teater                      |
| 2008 |                     | Jenny från Hörby Dennis Magnusson                                                              | Dennis Sandin         | Malmö Dramatiska Teater                      |
| 2010 |                     | Att döda ett tivoli (Преступление и наказание, Prestuplenije i nakazanije) Fjodor Dostojevskij | Dennis Sandin         | Malmö stadsteater                            |
| 2015 | Robert Betty Polis  | Tolvskillingsoperan (Die Dreigroschenoper) Bertolt Brecht och Kurt Weill                       | Alexander Öberg       | Malmö stadsteater                            |
| 2016 | Maria               | Trettondagsafton (Twelfth Night, or What You Will) William Shakespeare                         | Frede Gulbrandsen(da) | Malmö stadsteater                            |
| 2017 | Caroline Mathilde   | Livläkarens besök Per Olov Enquist                                                             | Johanna Garpe         | Malmö Stadsteater                            |
| 2017 |                     | Movements Tilde Björfors och Alexandra Loonin                                                  | Tilde Björfors        | Malmö Stadsteater                            |
| 2017 |                     | Det svarta vattnet (Das Schwarze Wasser) Roland Schimmelpfennig                                | Martin Rosengardten   | Malmö Stadsteater                            |
| 2017 | Julie               | Fröken Julie August Strindberg                                                                 | Moqi Simon Trolin     | Malmö Stadsteater                            |
| 2018 | Alma Elisabeth      | Persona Ingmar Bergman                                                                         | Anna Bergmann         | Malmö Stadsteater/ Deutsches Theater, Berlin |
| 2019 | Anna                | Ett självmords anatomi (Anatomy of a suicide) Alice Birch                                      | Suzanne Osten         | Malmö Stadsteater                            |
| 2021 | Arkadina            | Måsen (Чайка, Tjajka) Anton Tjechov                                                            | Eva Dahlman           | Malmö Stadsteater                            |
| 2022 | Ella Rentheim       | Borkmania (John Gabriel Borkman) Henrik Ibsen                                                  | Stefan Pucher         | Malmö Stadsteater                            |
| 2022 |                     | Robin Hoods hjärta (The Heart of Robin Hood) David Farr                                        | Ronny Danielsson      | Malmö stadsteater                            |